# Миодраг Бата Сокић
Миодраг Бата Сокић (Ужице, 1952) српски је музичар и композитор.

## Биографија
Миодраг Бата Сокић рођен је у Ужицу, 27. јула 1952. године. Породица му се убрзо сели у Чачак, где завршава основну школу и нижу музичку школу, одсек клавир. Већ са 14 година у седмом разреду, са друговима оснива ВИС „Дечаци са Мораве”, али убрзо затим сели се у Београд и завршава Математичку гимназију, а затим и студије математике на Природно- математичком факултету у Београду.
Са 16 година оснива групу „Сенке”, па затим групу „Бумеранг”, са којима свира тада веома популарне игранке у Београду. Као студент, ради и као студијски музичар снимајући за Радио Београд (бас) и члан је реномираних естрадних оркестара „Сингидунум” и „Светомир Шешић”, са којима је обишао целу тадашњу Југославију, пратећи тадашње највеће народне и забавне певаче.
Почетком 1976. године, враћа се рокенролу јер среће свог земљака из Чачка Бору Ђорђевића и придружује се његовој тек основаној акустичарској групи „Сунцокрет”, са којом остварује велике успехе (више синглова и једини (култни) албум „Моје бубе” (на листи 100 најуспешнијих албума у Југославији) и велики број наступа, од којих су најзначајнији: два наступа на Омладинском фестивалу у Суботици (1976, 1977), БУМ фестивал у Београду (1976), БУМ фестивали у Новом Саду (1977, 1978) и наступ на Стадиону ЈНА пред 70.000 посетилаца (Концерт Бијелог дугмета, 1978). Група Сунцокрет је 1977. проглашена за најбољу акустичарску групу у Југославији.
Крајем 1977. Миодраг одлази у војску, а по повратку наставља рад са „Сунцокретом”, без Боре Ђорђевића који је у међувремену напустио групу и основао Рибљу чорбу. У групи је (не и једини) био задужен за бас, клавијатуре, текстове и композиције, а највише за аранжмане („Први снег”, „Карамустафа”). „Сунцокрет” се распада почетком 1980. године.
Исте године, Миодраг оснива нову групу „Врућ ветар”. Група издаје три сингла ("Она се мени и њену руга", "Стисни мало зубе", „Усмерен ђак”) и албум „Усмерен ђак”.
Најзначајнији тренутак у каријери „Врућег ветра” је концерт у СКЦ-у у Београду, јуна 1980, на коме су се по први пут, поред Врућег ветра, пред широм београдском публиком појавили Шарло акробата, Идоли, Електрични оргазам и још 15-так тада неафирмисаних новоталасних бендова. Данас је потпуно непозната чињеница да је овај историјски концерт организовао Бата Сокић. Концерт је требало да одржи само "Врућ ветар", али је „пала” идеја да би требало да се пружи прилика и другим групама.
Група „Врућ ветар” се распада 1982. године, после три издата сингла и једног албума.
Касније, Миодраг се посвећује позиву професора математике, кибернетике, статистике и информатике. Проводи радни век највише у Првој београдској гимназији. У последње време бави се синдикалним радом у просвети и информисањем. Председник је Форума београдских гимназија и главни и одговорни уредник истоименог часописа, који се дистрибуише у све гимназије Србије.
Као педагог и председник Форума београдских гимназија Миодраг се у периоду 1996-2015. активно бориo и залагао за унапређење образовног система у Србији кроз бољу законску регулативу образовања, више државног улагања у образовање, бољу селекцију наставничког кадра у средњим школама, те за искорењивање корупције код запошљавања, при провери знања ученика, те незаконитих посега школе у џепове родитеља ученика. Указује на употребу модерне технологије при варању на тестовима знања и одговорности родитеља за успех и владање ученика у средњим школама
Од 2018. године, после дугог периода музичке апстиненције, све присутнији је у музичком животу Београда. Са двојицом бивших чланова чувене акустичарске групе "С времена на време", Миомиром и Војиславом Ђукићем, оформио је рок бенд DortJol Crossroads, и њихови наступи по београдским клубовима су запажени.
Музичари са којима је највише сарађивао: Бора Ђорђевић, Ненад Божић, Душан Дуда Безуха, Енцо Лесић, Снежана Јандрлић, Горица Поповић, Биља Крстић, Владимир Голубовић, Зоран Тутић, Саво Бојић. Најпознатије композиције: "Текла вода", "Оглас", "Човек кога знам", "Усмерен ђак", "Она се мени и њему руга".

## Дискографија

### Албуми
- "Моје бубе"/ ("Сунцокрет", 1977)[21]
- "Усмерен ђак"/ ("Врућ ветар", 1982)[22]

### Синглови
- "Где ћеш бити, лепа Кејо" / "Пусто море, пусти вали" ("Сунцокрет", 1976)[23]
- "Rock 'n' Roll duku duku" / "Гили гили блуз" ("Сунцокрет", 1976)[24]
- "Ој, невене" / "Текла вода" ("Сунцокрет", 1976)
- "Имам песму за све људе" / "Човек кога знам" ("Сунцокрет", 1978)
- "Длакаво чудо" / "Ноћна птица" ("Сунцокрет", 1979)
- "Свиће нови дан" / "Твоја мама гунђа против мене" ("Сунцокрет", 1979)
- "Она се мени и њему руга" / "Мој отац је све на време" ("Врућ ветар", 1980)
- "Стисни мало зубе" / "Ти ниси више у фазону" ("Врућ ветар", 1981)
- "Усмерен ђак" / "То је за одликаше" ("Врућ ветар", 1982)

## Велики музички догађаји

### Са групом "Сунцокрет"
- 1976. Хит парада - "Ој, невене"
- 1976. Омладински фестивал Суботица - "Где ћеш бити лепа Кејо"
- 1976. Београдско пролеће - "Пусто море, пусти вали"
- 1976. Београдски сабор - "Текла вода"
- 1976. БУМ Фестивал, Београд
- 1977. Омладински фестивал Суботица
- 1977. Студио М, Нови Сад
- 1978. Ваш шлагер сезоне, Сарајево - "Ноћна птица"
- 1978. БУМ Фестивал, Нови Сад

### Са групом "Врућ ветар"
- 1980. Нови талас, Студентски културни центар, Београд
- 1980. Концерт Бијелог дугмета на Стадиону ЈНА, Београд
- 1980. "Врућ ветар" и "Идоли", Кулушић, Загреб
- 1981. Концерт Iron Maiden и Бијелог дугмета на Хиподрому, Београд